# HLE 17
De HLE 17 is een nieuwe generatie elektrische locomotieven voor de NMBS, gebouwd door Alstom. Het gaat hierbij om de derde generatie van de Traxx, in tegenstelling tot de HLE 28, die een Traxx van de tweede generatie is.
De eerste levering is gepland in 2027.

## Geschiedenis
Er werd een bestelling opgemaakt voor vijftig locomotieven, de eerste vaste order bedraagt 24 locomotieven ter waarde van ongeveer 120 miljoen euro. 
In oktober 2024 reden de eerste twee exemplaren in NMBS-kleuren de fabriek uit, naar het testcentrum van Velim en vergezeld van twee I11-rijtuigen, waaronder een stuurstandrijtuig.

## Uitrusting
De locomotieven zullen kunnen rijden onder 1,5 kV en 3 kV gelijkspanning, en 15 kV en 25 kV wisselspanning. Bovendien zullen de locomotieven uitgerust worden met de beveiligings- en signaleringssystemen ETCS, TBL1+, ATB en LZB/PZB. Hierdoor zullen ze inzetbaar zijn op zowel Belgische, Nederlandse en Duitse spoorwegen. Ze kunnen een maximumsnelheid bereiken van 200 km/h.

## Productie
Volgende vestigingen van Alstom zijn betrokken:
- ontwerp: Mannheim
- productie: Kassel
- draaistellen: Siegen
- carrosserieconstructies: Wroclaw
- installatie beveiligingssystemen: Charleroi